# Estación de Puteaux
La estación de Puteaux es una estación ferroviaria francesa situada en la comuna homónima, en el departamento de Altos del Sena, al oeste de París. Pertenece a las líneas L y U del Transilien, nombre comercial empleado por la SNCF para denominar su red de trenes de cercanías en la región parisina.
Ofrece una conexión con la línea 2 del Tranvía de París.

## Historia
Fue inaugurada el 18 de julio de 1840 por los Chemins de fer de Paris à Saint-Cloud et Versailles, dentro del marco de una pequeña línea, la segunda más antigua de la región parisina que unía París con Versailles. En 1853, se integró en los Ferrocarriles del oeste que fueron absorbidos por los Ferrocarriles Estatales en 1908. Finalmente, en 1938, recaló en manos de la actual SNCF. 
Desde 1997 ofrece una conexión con la línea 2 del Tranvía de París.

## Descripción
Dispone de dos andenes laterales y de uno central, siguiendo la siguiente disposición: a-v-v-a-v-v-a. Los cambios de andén se realizan usando pasos subterráneos.
Ofrece atención comercial casi continuada, máquinas expendedoras de billetes e información en tiempo real sobre los trenes a través del sistema infogare. Además está adaptada a las personas con discapacidad.  